# إيلين فيشر
إيلين فيشر (بالإنجليزية: Eileen Fisher) هي سيدة أعمال أمريكية، ولدت في 4 أكتوبر 1950.

## وصلات خارجية
- الموقع الرسمي